# Арно Груневелд
Арно Груневелд (нід. Arnaut Groeneveld, нар. 31 січня 1997, Лагос) — нідерландський футболіст нігерійського походження, нападник клубу «Вільярреал» та національної збірної Нідерландів, який на правах оренди виступає за «Жирону».

## Клубна кар'єра
Народився 31 січня 1997 року в нігерійському місті Лагос в родині нідерландця і нігерійки, але переїхав з батьками до Нідерландів у віці чотирьох років і оселився в місті Осс. Там розпочав займатись футболом у однойменному місцевому клубі, а 2008 року перейшов в академію ПСВ (Ейндховен).
7 грудня 2015 року у матчі проти «НАК Бреда» зіграв за дублюючу команду у матчі Еерстедивізі, втім контракт з першою командою не підписав і в липні 2016 року перейшов у «Неймеген». 10 вересня 2016 року дебютував з командою у Ередивізі у матчі проти свого рідного клубу ПСВ. У першому сезоні не був основним гравцем, зігравши лише 12 матчів, а клуб став 16-им і вилетів з вищого дивізіону. У другому сезоні 2017/18 став основним гравцем і забив 11 голів у 28 іграх, але клуб не зумів повернутись у вищий дивізіон, програвши у плей-оф.
В червні 2018 року став гравцем бельгійського «Брюгге», підписавши контракт на чотири роки. Станом на 29 жовтня 2018 року відіграв за команду з Брюгге 11 матчів в національному чемпіонаті.

## Виступи за збірні
Груневелд мав право грати як за збірну Нігерії, так і Нідерландів, втім вирішив виступати за збірну батьківщини свого батька і з весни 2018 року залучався до складу молодіжної збірної Нідерландів. Всього на молодіжному рівні зіграв у 4 офіційних матчах, забив 2 голи.
13 жовтня 2018 року в матчі Ліги націй проти збірної Німеччини Груневелд дебютував за збірну Нідерландів, замінивши у другому таймі Раяна Бабеля. 16 жовтня в товариському матчі проти збірної Бельгії він забив свій перший гол за національну збірну.
| Дата       | Місто     | Господарі  | Результат | Гості      | Турнір                               | Голи | Примітки |
| ---------- | --------- | ---------- | --------- | ---------- | ------------------------------------ | ---- | -------- |
| 13-10-2018 | Амстердам | Нідерланди | 3 – 0     | Німеччина  | Ліга націй УЄФА 2018-2019 - 1-й етап | -    | 68'      |
| 16-10-2018 | Брюссель  | Бельгія    | 1 – 1     | Нідерланди | товариський матч                     | 1    | 61'      |
| 11-10-2021 | Роттердам | Нідерланди | 6 – 0     | Гібралтар  | Відбір до ЧС 2022                    | 1    | 60'      |
| 13-11-2021 | Подгориця | Чорногорія | 2 – 2     | Нідерланди | Відбір до ЧС 2022                    | -    | 78'      |
| 16-11-2021 | Роттердам | Нідерланди | 2 – 0     | Норвегія   | Відбір до ЧС 2022                    | -    | 89'      |
| 26-3-2022  | Амстердам | Нідерланди | 4 – 2     | Данія      | товариський матч                     | -    | 77'      |
| Усього     |           | Матчів     | 6         |            | Голів                                | 2    |          |

## Титули і досягнення
- Володар Суперкубка Бельгії (1):

«Брюгге»: 2018